# Société académique du Puy-en-Velay et de la Haute-Loire
La Société académique du Puy-en-Velay et de la Haute-Loire, est une société savante fondée en 1799. Elle se propose de réunir les hommes et les femmes qui s’intéressent à l’histoire, au patrimoine, et plus largement à l’ensemble des activités humaines de la Haute-Loire et compte 300 adhérents.

## Historique
Le 16 pluviôse an VII (4 février 1799) est fondée la Société libre d'agriculture, devenue en 1817 la Société d'agriculture, sciences, arts et commerce du Puy.
En 1919 fusionnent dans la Société académique, la Société scientifique et agricole, la Société d'agriculture, sciences, arts et commerce du Puy et la Société d'agriculture, horticulture et viticulture du Puy ; devenue en 1923 Société académique du Puy-en-Velay et de la Haute-Loire.
Jean Guillaume Chabalier fut membre fondateur de la Société libre d’Agriculture de Haute-Loire en 1799. Auguste Aymard fut l'un de ses présidents au XIXe siècle. Ulysse Rouchon en est son secrétaire perpétuel.

## Objectifs et actions
Ses activités s’organisent autour de réunions mensuelles, de sorties, de voyages d’étude et de visites, ainsi que d’une importante activité éditoriale, en continuité depuis 1826 (dont le Bulletin historique de la Société académique du Puy-en-Velay et de la Haute-Loire annuel, publié sans discontinuer depuis 1911).
Ont notamment été publiés : Auguste Aymard, Auguste Blanchot de Brenas, Gérard Bollon, Alexandre Bruel, Charles Calemard de Lafayette, Augustin Chassaing, Léopold Delisle, Henri Doniol, abbé François Fabre, Aimé Giron, Roger Gounot, Félix Grellet de la Deyte, Christian Lauranson-Rosaz, Paul Le Blanc, Francisque Mandet, Antoine-Fortuné Marion, Jean Pébellier, Claude Perroud, Nicolas Reveyron, Alphonse Rivier (de), Simone de Saint-Exupéry, Gaston de Saporta, Christian de Seauve, Henri Vinay, Jules de Vinols de Montfleury, Ernest Vissaguet, etc.

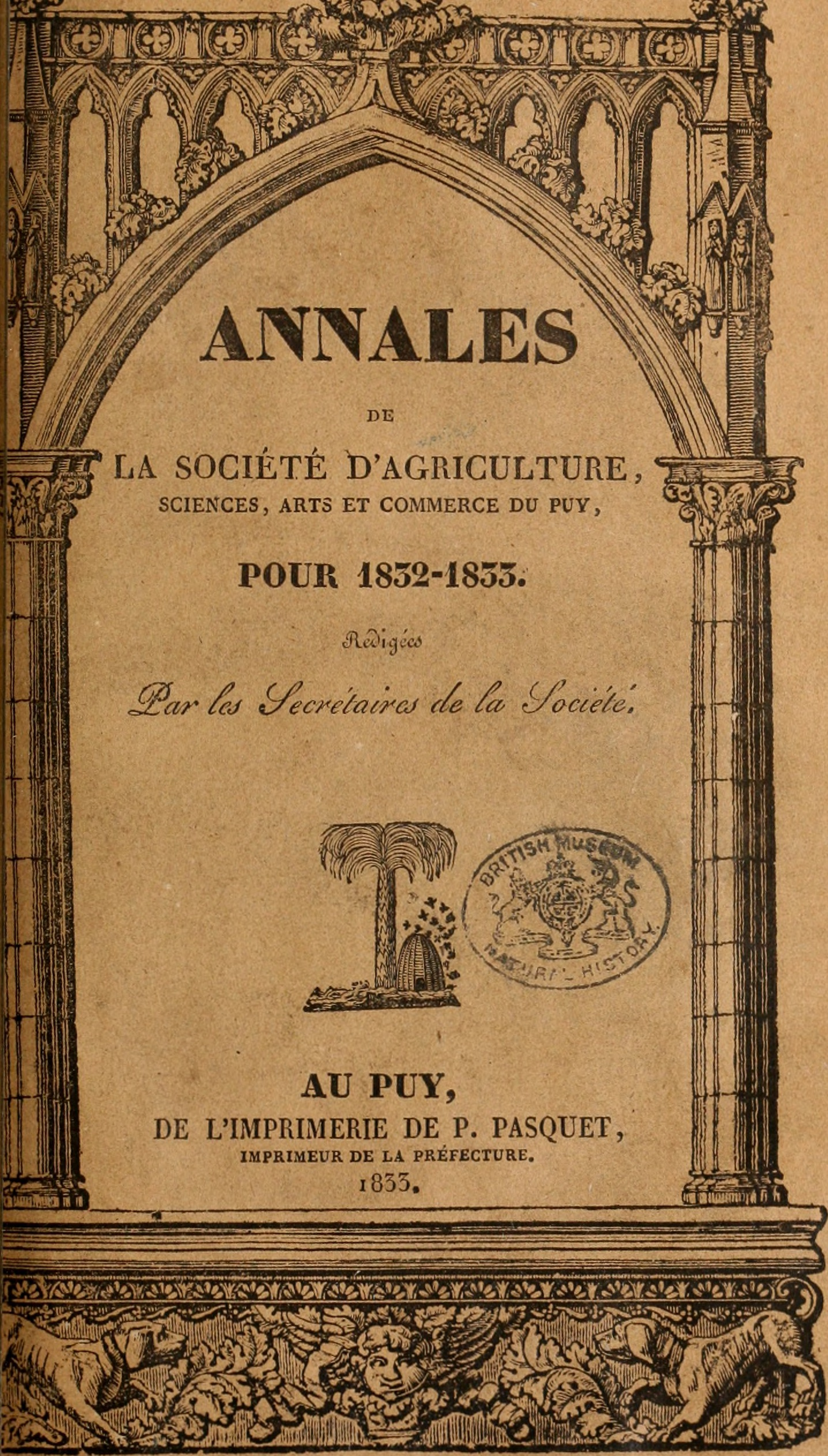
Annales de la Société d'Agriculture, Sciences, Arts et Commerce du Puy.